# Richard Kern
Richard Kern, född 1954 i Roanoke Rapids, North Carolina, är en amerikansk fotograf baserad i New York. Under 1980-talet var han nära lierad med The No-wave movement inom musik, och en huvudexponent av The Cinema of Transgression, där han och Nick Zedd var de mest etablerade namnen. Kerns tidiga videoverk som The Right Side of My Brain, blandade spekulativt våld och sex med svart humor och undergroundestetik. 
Påverkan finns från andra filmare som Russ Meyer, Andy Warhol och Paul Morrissey är tydliga i Kerns verk.
Medverkande i Kerns filmer var bland annat en hel del musiker, som Foetus, Lydia Lunch, Henry Rollins. Sonic Youth har bidragit med soundtrack till Kerns filmer.
Kern är i dag främst verksam som stillbildsfotograf, och fotograferar regelbundet för olika magasin. Hans bilder präglas nu främst av erotiska undetoner. Kern har en faiblesse för att plåta unga kvinnor i bilder som frammanar en ambivalent mix av oskuldsfullhet och erotisk spänning.